# 佩希
佩希是巴西托坎廷斯州的一个市镇。总面积5291.182平方公里，总人口8750人，人口密度1.7人/平方公里。